# Mangalam
Mangalam är en ort i Indien.   Den ligger i distriktet Sivaganga och delstaten Tamil Nadu, i den södra delen av landet, 2 100 km söder om huvudstaden New Delhi. Mangalam ligger 52 meter över havet och antalet invånare är 11 379.
Terrängen runt Mangalam är platt. Runt Mangalam är det tätbefolkat, med 257 invånare per kvadratkilometer. Närmaste större samhälle är Sivaganga, 19,3 km nordväst om Mangalam. Trakten runt Mangalam består till största delen av jordbruksmark.